# Dyskografia Jess Glynne
Dyskografia Jess Glynne – dyskografia brytyjskiej wokalistki składająca się z dwóch albumów studyjnych, siedmiu singli oraz dziewięciu teledysków.

## Albumy studyjne
| Rok  | Dane dot. albumu                                                                                                  | Najwyższe pozycje na listach | Najwyższe pozycje na listach | Certyfikaty      |
| Rok  | Dane dot. albumu                                                                                                  | UK                           | IRL                          | Certyfikaty      |
| ---- | --- | ---------------------------- | ---------------------------- | ---------------- |
| 2015 | I Cry When I Laugh - Wydany: 21 sierpnia 2015 - Wytwórnia: Atlantic Records - Format: CD, LP, digital download    | 1                            | 3                            | - UK: 4× platyna |
| 2018 | Always In Between - Wydany: 12 października 2018 - Wytwórnia: Atlantic Records - Format: CD, LP, digital download | 1                            | 4                            | - UK: platyna    |

## Single

### Jako główna artystka
| Rok                                                      | Tytuł                          | Najwyższe pozycje na listach | Najwyższe pozycje na listach | Najwyższe pozycje na listach | Najwyższe pozycje na listach | Najwyższe pozycje na listach | Najwyższe pozycje na listach | Najwyższe pozycje na listach | Najwyższe pozycje na listach | Najwyższe pozycje na listach | Najwyższe pozycje na listach | Najwyższe pozycje na listach | Certyfikat                                                | Album                     |
| Rok                                                      | Tytuł                          | UK                           | AUS                          | AUT                          | ESP                          | GER                          | IRL                          | ITA                          | NLD                          | NZL                          | POL                          | SWI                          | Certyfikat                                                | Album                     |
| -------------------------------------------------------- | ------------------------------ | ---------------------------- | ---------------------------- | ---------------------------- | ---------------------------- | ---------------------------- | ---------------------------- | ---------------------------- | ---------------------------- | ---------------------------- | ---------------------------- | ---------------------------- | --------------------------------------------------------- | ------------------------- |
| 2014                                                     | „Right Here”                   | 6                            | 67                           | –                            | –                            | 25                           | 57                           | –                            | –                            | –                            | 18                           | 23                           | - UK: złoto                                               | I Cry When I Laugh        |
| 2015                                                     | „Hold My Hand”                 | 1                            | 16                           | 27                           | 24                           | 19                           | 7                            | 13                           | 15                           | –                            | 12                           | 20                           | - UK: 2x platyna - AUS: złoto - ITA: platyna - POL: złoto | I Cry When I Laugh        |
| 2015                                                     | „Don't Be So Hard on Yourself” | 1                            | 10                           | 65                           | –                            | –                            | 16                           | –                            | –                            | –                            | –                            | –                            |                                                           | I Cry When I Laugh        |
| 2015                                                     | „Take Me Home”                 | 6                            | 98                           | –                            |                              | 66                           | 10                           | 5                            | 100                          | –                            | 52                           |                              | - POL: złoto                                              | I Cry When I Laugh        |
| 2016                                                     | "Ain't Got Far to Go"          | 45                           | –                            | –                            |                              | –                            | –                            | –                            | –                            | –                            | –                            |                              |                                                           | I Cry When I Laugh        |
| 2016                                                     | "If I Can't Have You"          | –                            | –                            | –                            |                              | –                            | –                            | –                            | –                            | –                            | –                            |                              |                                                           | Saturday Night Fever 2017 |
| 2018                                                     | "I'll Be There"                | 1                            | 23                           | –                            |                              | 92                           | 8                            | –                            | –                            | 28                           | 66                           |                              | - POL: złoto                                              | Always In Between         |
| 2018                                                     | "All I Am"                     | 7                            | 92                           | –                            |                              | –                            | 10                           | 78                           | 60                           | –                            | –                            |                              |                                                           | Always In Between         |
| 2018                                                     | "Thursday"                     | 3                            | –                            | –                            |                              | –                            | 9                            | –                            | –                            | –                            | –                            |                              |                                                           | Always In Between         |
| 2019                                                     | "No One"                       | 88                           | –                            | –                            |                              | –                            | –                            | –                            | –                            | –                            | –                            |                              |                                                           | Always In Between         |
| 2019                                                     | "One Touch" (z Jax Jones)      |                              |                              |                              |                              |                              |                              |                              |                              |                              |                              |                              |                                                           | TBA                       |
| „–” oznacza, że singel nie był notowany na danej liście. |                                |                              |                              |                              |                              |                              |                              |                              |                              |                              |                              |                              |                                                           |                           |

### Z gościnnym udziałem
| Rok  | Tytuł                                                               | Najwyższe pozycje na listach | Najwyższe pozycje na listach | Najwyższe pozycje na listach | Najwyższe pozycje na listach | Najwyższe pozycje na listach | Najwyższe pozycje na listach | Najwyższe pozycje na listach | Najwyższe pozycje na listach | Najwyższe pozycje na listach | Najwyższe pozycje na listach | Najwyższe pozycje na listach | Najwyższe pozycje na listach | Najwyższe pozycje na listach | Najwyższe pozycje na listach | Najwyższe pozycje na listach | Najwyższe pozycje na listach | Najwyższe pozycje na listach | Najwyższe pozycje na listach | Certyfikat | Album                                        |
| Rok  | Tytuł                                                               | UK                           | AUS                          | AUT                          | CAN                          | DEN                          | ESP                          | FIN                          | FRA                          | GER                          | IRL                          | ITA                          | NLD                          | NOR                          | NZL                          | POL                          | SWE                          | SWI                          | USA                          | Certyfikat | Album                                        |
| ---- | ------------------------------------------------------------------- | ---------------------------- | ---------------------------- | ---------------------------- | ---------------------------- | ---------------------------- | ---------------------------- | ---------------------------- | ---------------------------- | ---------------------------- | ---------------------------- | ---------------------------- | ---------------------------- | ---------------------------- | ---------------------------- | ---------------------------- | ---------------------------- | ---------------------------- | ---------------------------- | --- | -------------------------------------------- |
| 2014 | „Rather Be” (Clean Bandit)                                          | 1                            | 2                            | 1                            | 13                           | 5                            | 5                            | 1                            | 2                            | 1                            | 1                            | 2                            | 1                            | 1                            | 2                            | 1                            | 1                            | 2                            | 10                           | - UK: 4× platyna - AUS 3× platyna - AUT: złoto - CAN: 2× platyna - GER: platyna - ITA: 4× platyna - NZL: platyna - SWE: 2× platyna - SWI: platyna - USA: 3× platyna | New Eyes                                     |
| 2014 | „My Love” (Route 94)                                                | 1                            | 18                           | 11                           | –                            | –                            | –                            | –                            | 35                           | 6                            | 12                           | –                            | 9                            | –                            | 38                           | 7                            | 43                           | 21                           | –                            | - UK: platyna - AUS: platyna - ITA: złoto | –                                            |
| 2014 | „Real Love” (Clean Bandit)                                          | 2                            | 13                           | 22                           |                              |                              |                              |                              |                              |                              |                              |                              |                              |                              | 35                           |                              |                              | 37                           |                              | | New Eyes                                     |
| 2015 | „Not Letting Go” (Tinie Tempah)                                     | 1                            | 24                           | –                            | –                            | –                            | –                            | –                            | –                            | –                            | 8                            | 41                           | 98                           | –                            | 31                           | –                            | –                            | –                            | –                            | - UK: platyna - AUS: złoto | I Cry When I Laugh & Youth                   |
| 2016 | "Kill the Lights" (Alex Newell, DJ Cassidy, Nile Rodgers)           | –                            | –                            | –                            |                              |                              |                              |                              |                              |                              |                              |                              |                              |                              |                              |                              |                              |                              |                              | | –                                            |
| 2016 | "I Can Feel It" (DJ Serge Wood)                                     | –                            | –                            | –                            |                              |                              |                              |                              |                              |                              |                              |                              |                              |                              |                              |                              |                              |                              |                              | | –                                            |
| 2018 | „These Days” (Rudimental; gośc. Jess Glyne, Macklemore, Dan Caplen) | 1                            | 2                            | 1                            |                              |                              |                              |                              |                              |                              |                              |                              |                              |                              |                              |                              |                              |                              |                              | - UK: 2x platyna - POL: 3x platyna | Toast to Our Differences & Always In Between |
| 2018 | "Mind on It" (Yungen)                                               | 47                           | –                            | –                            |                              |                              |                              |                              |                              |                              |                              |                              |                              |                              |                              |                              |                              |                              |                              | | –                                            |
| 2018 | "So Real (Warriors)" (Too Many Zooz, KDA)                           | –                            | –                            | –                            |                              |                              |                              |                              |                              |                              |                              |                              |                              |                              |                              |                              |                              |                              |                              | | Always In Between                            |

## Pozostałe utwory

### Notowane na listach
| Rok  | Tytuł                          | Najwyższe pozycje na listach | Album                            |
| Rok  | Tytuł                          | UK                           | Album                            |
| ---- | ------------------------------ | ---------------------------- | -------------------------------- |
| 2015 | „Why Me”                       | 68                           | I Cry When I Laugh               |
| 2015 | „Gave Me Something"            | 172                          | I Cry When I Laugh               |
| 2018 | „Broken"                       | –                            | Always In Between                |
| 2018 | "Come Alive" (z Years & Years) | 80                           | The Greatest Showman: Reimagined |

## Teledyski

### Jako główna artystka
| Rok  | Tytuł                            | Reżyser           |
| ---- | -------------------------------- | ----------------- |
| 2014 | „Home”                           | Jo’lene Henry     |
| 2014 | „Right Here”                     | –                 |
| 2014 | „Real Love” (feat. Clean Bandit) | Jack Patterson    |
| 2015 | „Hold My Hand”                   | Emil Nava         |
| 2015 | „Don’t Be So Hard on Yourself”   | Declan Whitebloom |
| 2015 | "Why Me"                         | Jo'lene Henry     |
| 2015 | "Take Me Home"                   | Declan Whitebloom |
| 2016 | "Ain't Got Far to Go"            | Declan Whitebloom |
| 2016 | "If I Can't Have You"            | Stéphane Jarny    |
| 2018 | "I'll Be There"                  | Adriaan Louw      |
| 2018 | "All I Am"                       | Declan Whitebloom |
| 2018 | "Thursday"                       | Joe Connor        |
| 2019 | "No One"                         | Declan Whitebloom |

### Z gościnnym udziałem
| Rok  | Tytuł            | Artysta                            | Reżyser                       |
| ---- | ---------------- | ---------------------------------- | ----------------------------- |
| 2014 | „Rather Be”      | Clean Bandit                       | Anna Patarakina               |
| 2014 | „My Love”        | Route 94                           | Ryan Staake                   |
| 2015 | „Not Letting Go” | Tinie Tempah                       | Charlie Robins, Joe Alexander |
| 2018 | "These Days"     | Rudimental, Macklemore, Dan Caplen | Johnny Valencia               |
| 2018 | "Mind on It"     | Yungen                             | Oliver Jennings               |